# Qechm (ville)
Pour l’article homonyme, voir Qechm.
Qechm (ou Qeshm ; en persan : قشم / Qešm) est une ville iranienne située sur l'île de Qechm, dans la province de Hormozgan.